# Khong, Champasack
Khong là một huyện (muang, mường) thuộc tỉnh Champasack ở hạ Lào .